# 홍콩 국가보안법
중화인민공화국 홍콩특별행정구 국가안전수호법(중국어 간체자: 中华人民共和国香港特别行政区维护国家安全法, 정체자: 中華人民共和國香港特別行政區維護國家安全法; 중국조선어: 중화인민공화국 향항특별행정구 국가안전수호법; 통칭 홍콩 국가보안법)은 본디 홍콩 기본법 제23조에 의해 홍콩 입법회에서 제정했어야 하는 법이나, 중화인민공화국이 홍콩 기본법 부속서에 임의로 삽입해 2020년 7월 1일자로 시행한 법이다.

## 역사
2019년 6월 9일 홍콩 시민 100만명은 홍콩 빅토리아 공원에 모여 송환법 철회를 요구하기 위한 시위를 벌였다. 1년여간 시위자 약 9,000명이 체포됐고, 이 중 1,300여 명이 기소됐으며 100명 이상이 수감됐다. 중국 정부는 2019년 홍콩 구의회 선거에서 민주 진영이 압도적 승리를 거둔 이후, 홍콩의 자치권을 억압하는 홍콩 보안법을 제정하기로 했다.

### 2003년 홍콩 입법회를 통한 입법 시도
야권의 반발로 무산되었다.

### 시행 이후
2020년 7월 1일에 ‘홍콩 독립’이라 적힌 깃발을 들고 있던 15살 청소년이 처음으로 홍콩 국가보안법 위반 혐의로 체포되었다. 홍콩 국가보안법 위반 혐의로 처음 기소된 피의자는 '광복홍콩, 시대혁명'이라는 구호가 적힌 깃발을 오토바이에 꽂은 채로 시위 진압 경찰을 향해 돌진해 체포된 사람이다. 2020년 7월 30일, 해산한 학생 단체 ‘스튜던트로컬리즘’ 소속 토니 정을 비롯한 학생 4명이 홍콩 국가보안법 위반 혐의로 체포됐다. 홍콩안보서는 이날 학생들을 분리 독립을 위해 사람들을 선동하고 교사한 혐의로 체포했다. 이는 홍콩 국가보안법 제정 이래 홍콩안보서가 행동에 나선 최초의 사례이다. 홍콩 경찰이 홍콩 국가보안법 위반 용의자를 색출하겠다며 익명 신고 채널을 개설한 지 1주일 만에 1만 건이 넘는 제보가 이뤄졌다. 홍콩 경찰은 2020년 11월 5일에 국가 안보와 관련된 정보와 사진, 음성과 영상 파일 등을 신고할 수 있는 문자메시지, 위챗, 이메일 채널을 동시에 개설했다.

## 주요 내용
홍콩보안법은 국가 분열, 국가 정권 전복, 테러 활동, 외국 세력과의 결탁 등 4가지 범죄를 최고 무기징역형으로 처벌할 수 있도록 한 법안이다.
홍콩특별행정구 정부 내에 국가안전수호위원회(维护国家安全委员会)를 설치하고(법 제12조), 중앙인민정부는 홍콩에 주재하는 기구인 국가안전수호공서(维护国家安全公署)를 설치한다(법 제48조). 국가안전수호공서는 홍콩의 안보정세를 분석하고, 안보 전략과 정책 수립에 대한 의견 제안, 감독, 지도, 협력의 권한을 가진다.
홍콩을 중화인민공화국에서 분열시키려는 행위와 정부를 전복하려는 행위를 한 자는 죄의 경중과 가담한 정도에 따라 최대 무기징역 또는 10년 이상의 징역부터 최소 3년 이하의 징역 또는 구류로 처벌하도록 하고 있다(법 제20조 및 제22조). 외국, 해외 조직, 개인에게 홍콩과 중화인민공화국의 국가 안보와 관련된 기밀이나 정보를 누설하거나 외국 세력과의 결탁을 통해 홍콩 또는 중화인민공화국에 대한 제재, 봉쇄와 같은 적대 행위에 가담하거나 전쟁이나 무력 사용을 통해 중화인민공화국의 통일과 영토 보전을 방해한 개인과 조직을 처벌하고 있다(법 제29조).
국외관할권에 따라 홍콩 영주권자가 아닌 사람, 즉 외국인도 홍콩 밖에서 국가보안법을 위반했다고 판단되면 이 법에 따라 처벌할 수 있다(법 제38조).
민감한 사건에 대해 배심원을 배제한 채 비공개 재판을 할 수 있도록 하는 권한을 홍콩 율정사장(律政司长, 법무부 장관 격)에게 부여하고 있다(법 제46조).
2020년 7월 6일 첫 번째로 열린 국가안전수호위원회 회의에서는 홍콩보안법의 하위 법령인 시행세칙을 마련하기로 했다. 세칙에 따라 앞으로 홍콩 경찰은 인터넷 검열을 할 수 있는 권한을 가지게 된다.
관영 신화통신이 토요일 발표한 세부 사항은 이 법이 중국 정부의 홍콩 내 정치적 반대 세력을 잠재울 수 있는 능력을 크게 확대할 것임을 시사했다. 또한 이 법을 통해 베이징이 홍콩의 지방법을 기각하거나 무시하는 것을 허용하게 된다.

## 같이 보기
- 하나의 중국
- 2019–2020년 홍콩 시위